# Ottone Rosai
Ottone Rosai (Florença, 28 de abril de 1895 – Ivrea, 13 de maio de 1957) foi um pintor italiano, adscrito ao expressionismo. 
Estudou na Academia de Belas Artes de Florença, recebendo a influência de Camille Corot, Courbet, Daumier e Cézanne. Em 1913, por mediação de Ardengo Soffici, aproximou-se ao futurismo, mas passada a Primeira Guerra Mundial adscreveu-se ao expressionismo.
A sua obra desenvolveu-se num certo estilo primitivista e arcaizante, inspirado em Massacio, com uma temática baseada nos bairros operários de Florença, descritos com certa visão metafísica (Partida de bisca, 1920; Via Toscanella, 1922). Empregou fortes chiaroscuros, com personagens de tipo geométrico e aspecto lenhoso, com certo ar caricaturesco, envolvidos num ambiente um tanto abstrato. Este ar de abstração, de atmósferas aboiantes, intensificou-se após a Segunda Guerra Mundial (No café, 1946).